# يوسف بن أحمد العثيمين
يوسف بن أحمد العثيمين الأمين العام لمنظمة المؤتمر الإسلامي منذ 17 نوفمبر 2016. حتى 17 نوفمبر 2021، كان قبل ذلك يشغل منصب وزير الشؤون الإجتماعية بالسعودية وتم إعفاؤه من منصبه بأمر ملكي في 8 ديسمبر 2014. العثيمين من مواليد مدينة عنيزة بمنطقة القصيم.

## مؤهلاته العلمية
- بكالوريوس: بكالوريس علم اجتماع من جامعة الملك سعود.
- ماجستير: علم اجتماع من إحدى جامعات الولايات المتحدة الأمريكية.
- دكتوراة: علم اجتماع من إحدى جامعات الولايات المتحدة الأمريكية.

## مناصبه
- أستاذ الدراسات الاجتماعية بجامعة الملك سعود
- مستشار بمكتب وزير العمل والشؤون الاجتماعية
- وكيل الوزارة المساعد لشؤون تأهيل المعاقين
- وكيل الوزارة المساعد للرعاية الاجتماعية
- مستشار وزير العمل والشؤون الاجتماعية، كما كان يشغل عدة مناصب أخرى منها:
- الأمين العامة لمؤسسة الملك عبد الله بن عبد العزيز
- رئيس لمجلس إدارة الجمعية السعودية للثقافة والفنون
- عضو في المجلس الأعلى لمكافحة الفقر
- رئيس لجنة خدمات ذوي الاحتياجات الخاصة
- عضو مجلس أمناء مركز الأمير سلمان لأبحاث الإعاقة
- وزيراً للشؤون الاجتماعية (بعد أن كان مستشاراً لوزير العمل والشؤون الاجتماعية)